# LZ 127 Graf Zeppelin
'LZ 127 ”Graf Zeppelin” var et tysk luftskib, opkaldt efter grev Ferdinand von Zeppelin, som udviklede zeppelineren. Skibet fløj for første gang den 18. september 1928, og med en længde på 236,6 meter og et volumen på 105 000 m3 var det datidens største luftskib. ”Graf Zeppelin” var som udgangspunkt udviklet til eksperimentelle formål og til at promovere brugen af luftskibe, men blev samtidig benyttet til luftpost og passagertransport for at selskabet bag kunne finansiere driftsudgifterne. I oktober 1928 fløj skibet sin første oversøiske tur til Lakehurst, New Jersey.
Luftskibet benyttede brint som opdriftsmiddel.

## Verdensomflyvning
I august 1929 påbegyndte ”Graf Zeppelin” en rejse Jorden rundt, på den tid en meget ambitiøst projekt. De "flyvende giganters" popularitet gjorde det let for direktøren for "Zeppelin", Dr. Hugo Eckener, at finde sponsorer til turen; en af dem var den amerikanske avismand William Randolph Hearst, som krævede at turens officielle udgangspunkt skulle være Lakehurst Naval Air Station, NJ. Hearst havde fået placeret journalisten Grace Marguerite Hay Drummond-Hay, som derved blev den første kvinde, der fløj Jorden rundt. Første etape gik tilbage over Atlanterhavet til Friedrichshafen i Tyskland. Den næste del førte luftskibet over Sibirien, hvor store landområder som hidtil havde været ukendte blev kortlagt. Fx blev det fastlagt at Severnaja Semlja bestod af to øer, og ikke én som hidtil antaget. Næste stop fandt sted i Tokyo. Fra Japan fløj ”Graf Zeppelin” over Stillehavet til San Francisco og Los Angeles, det første gang et luftfartøj havde krydset dette hav uden stop. Herfra fortsatte luftskibet tværs over USA til Chicago og Lakehurst, som det nåede 29. august 1929. Hele turen rundt om Jorden have varet i alt 21 dage, 5 timer og 31 minutter og strakt sig over 31.400 km.
Blandt de prominente passagerer på denne tur var blandt andet polfareren George Hubert Wilkins og hans brud Suzanne Bennett, turen var en bryllupsgave fra Hearst.

## Ruteflyvning og ophugning
I 1930 befløj ”Graf Zeppelin” flere ruter i Europa samt til Sydamerika; herefter blev det besluttet at der skulle oprettes faste, transatlantiske flyvninger. Året efter fløj ”Graf Zeppelin” over Arktis i forskningsøjemed.
Efter Hindenburg-katastrofen i 1937 blev hydrogenfylte luftskibe vurderet som farlige, og kun en måned efter ulykken blev Graf Zeppelin taget ud af drift og omdannet til museumskib. I marts 1940 beordrede Hermann Göring, (Reichsluftfahrtminister) at alle tilbageværende tyske luftskibe skulle ophugges, da den tyske krigsindustri behøvede den aluminium luftskibene var konstrureret af.

## Fodnoter
1. ↑  "Los Angeles to Lakehurst – TIME". Arkiveret fra originalen 3. juni 2008. Hentet 19. december 2007.